# 沃罗夫斯基镇 (莫斯科州)
沃罗夫斯基镇（羅馬化：Posyolok imeni Vorovskogo）是俄罗斯莫斯科州的市级镇，属州辖市诺金斯克市，地处莫斯科州东部，在区行政中心诺金斯克西南、州府莫斯科东方。镇内设有铁路车站。
名称来自于政治人物瓦茨拉夫·瓦茨拉沃维奇·沃罗夫斯基（Вацлав Вацлавович Воровский）。该地2021年人口有5,438人；2010年人口5,120；2002年人口5,347；1989年人口5,272。